# Lasur (Burgas)

Das Lasur-Stadion

Lasur (bulgarisch Лазур, engl. Transkription Lazur) ist ein Stadtbezirk der bulgarischen Hafenstadt Burgas. Der Bezirk gehört zur Innenstadt und wird von den Boulevards Demokrazija und Dimitar Dimow begrenzt. Im Osten grenzt Lasur an den Meeresgarten von Burgas und den Stadtstrand.
Im Stadtbezirk Lausur liegt der Campus des Tourismus-College der Universität „Assen Slatarow“, das Lasur-Stadion und die Basketballhalle Lukoil Neftochimic, ebenso befinden sich dort zwei Grundschulen.